# Districtul Khok Pho
Khok Pho (în thailandeză โคกโพธิ์) este un district (Amphoe) din provincia Pattani, Thailanda, cu o populație de 64.329 de locuitori și o suprafață de 339,414 km².